# Györgyfi József
Györgyfi József (Pusztamonostor, 1939. március 25. – 2024. január 2. vagy előtte) magyar színész, operaénekes, a Győri Nemzeti Színház örökös tagja.

## Pályafutása
Közvetlen az érettségi vizsga után besorozták katonának, majd 1968–1972 között művészi munkát végzett a Honvéd Művészegyüttesben.
Ezután a Kecskeméti Katona József Nemzeti Színház bonvivánjaként jelentős szerepeket kapott, majd 1974–1977 között a debreceni Csokonai Nemzeti Színház tagja volt. Itt énekelt először operában, Léo Delibes Lakméjában, majd 1977-ben a győri Kisfaludy Színházhoz szerződött.
A Győri Nemzeti Színház tagjaként számos operában játszhatott és prózai szerepekben is láthatta a győri publikum, munkásságával pedig kiérdemelte Győri Művészetéért járó díjat, valamint a Győri Nemzeti Színház Örökös tagjának is megválasztották.

## Díjai, elismerései
- Győr Művészetéért-díj
- Szent István-díj (Győr) (2002)
- a Győri Nemzeti Színház Örökös tagja